# Bad Behaviour (serie televisiva)
Bad Behaviour è una miniserie televisiva australiana in quattro episodi. La serie, basata sull'omonimo romanzo di Rebecca Starford, è scritta da Pip Karmel e Magda Wozniak, diretta da Corrie Chen e prodotta da Amanda Higgs.
La serie descrive la storia di come il desiderio di appartenenza metta in moto una dinamica crudele. È stato presentato in anteprima internazionale al 73º Festival internazionale del cinema di Berlino e in Australia è stato presentato in anteprima il 17 febbraio 2023 su Stan.

## Trama
Joanne, grazie a una borsa di studio, frequenta un college esclusivo denominato Silver Creek. Cerca di intrecciare delle amicizie con gli altri studenti nel suo dormitorio, il quale di notte non è sorvegliato perché gli insegnanti sono all'esterno del campus. La scuola mira a costruire la resilienza attraverso delle attività all'aperto come il campeggio e le maratone. Gran parte della storia ruota attorno alla relazione di Jo con la bulla del dormitorio, Portia, e al suo fallimento nel sostenere Alice, l'unica altra ragazza con una borsa di studio.